# John Finnegan
John Finnegann (n. 18 august 1926, New York City, New York, SUA – d. 29 iulie 2012, Palm Desert⁠(d), California, SUA) a fost un actor american de film.
A jucat mai multe roluri secundare în serialul Columbo (1971-1978). A mai jucat în filmele The Natural (1984), An American Tail (1986), Don Bluth (1986).